# Westfield Horton Plaza
Westfield Horton Plaza ou simplement Horton Plaza, est un centre commercial du centre-ville de San Diego, en Californie, à proximité du touristique Gaslamp Quarter.
Macy's et Nordstrom sont les enseignes avec les plus grandes surfaces de vente.
Ce centre commercial, qui appartient à la Westfield Corporation, est nommé d'après Alonzo Horton, personnalité historique de la ville.

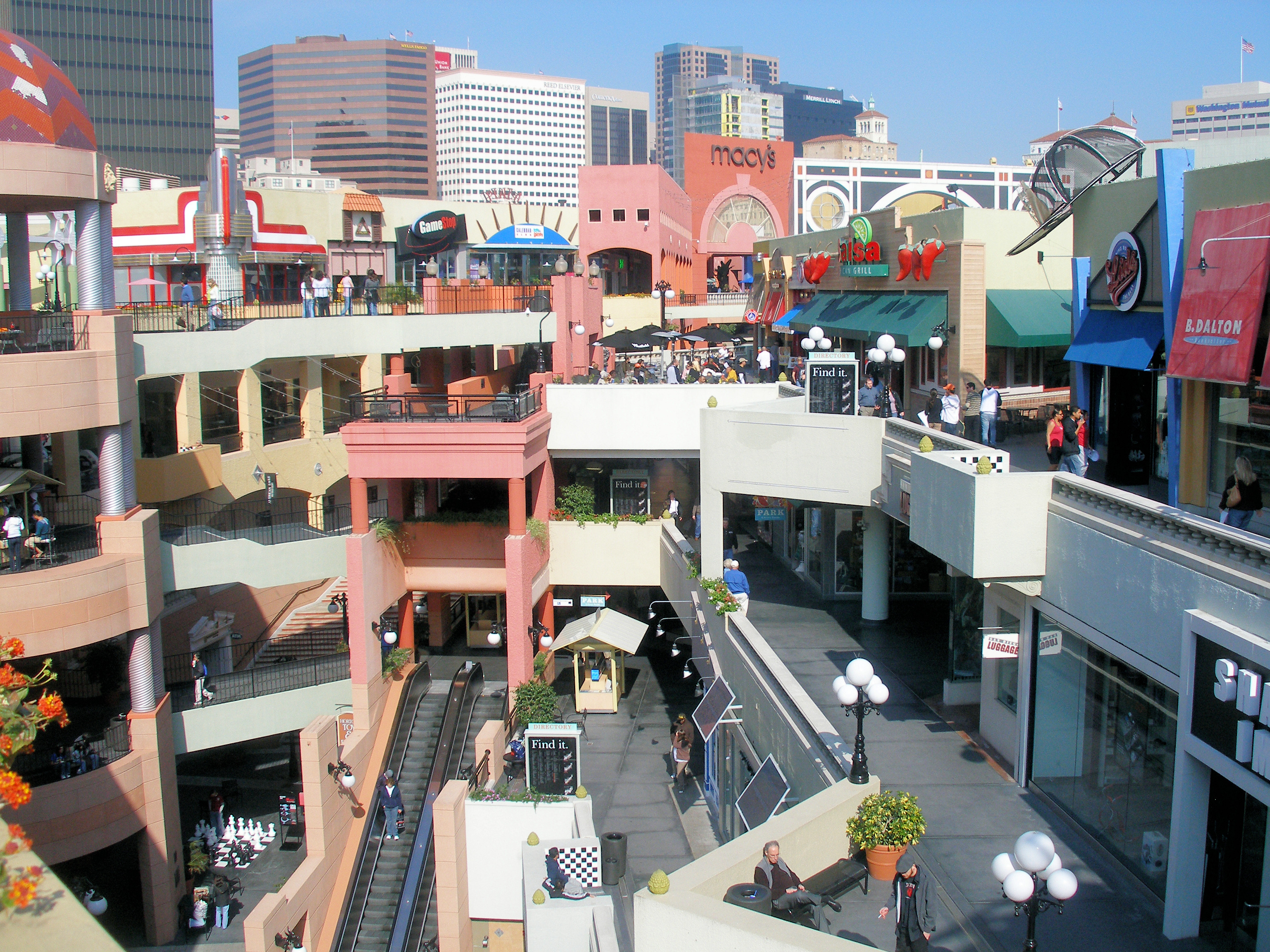
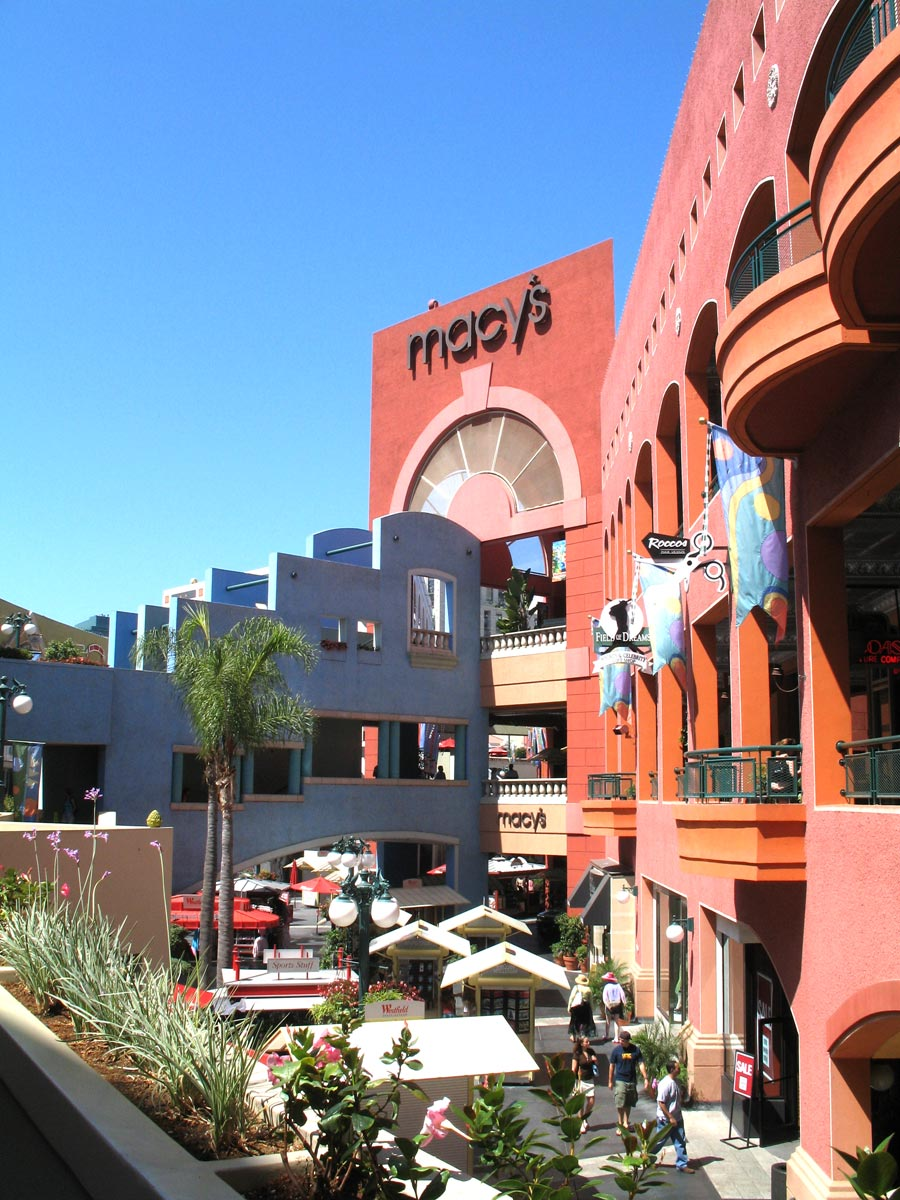